# 1944年のメジャーリーグベースボール
以下は、メジャーリーグベースボール（MLB）における1944年のできごとを記す。
1944年4月18日に開幕し10月9日に全日程を終え、ナショナルリーグはセントルイス・カージナルスが3年連続8度目のリーグ優勝し、アメリカンリーグはセントルイス・ブラウンズ(後のボルチモア・オリオールズ）が1901年にリーグ加盟以来初めて優勝した。
ワールドシリーズは同じセントルイスの対決となったがカージナルスがブラウンズを4勝2敗で破り2年ぶり5度目のシリーズ制覇となった。
1943年のメジャーリーグベースボール - 1944年のメジャーリーグベースボール - 1945年のメジャーリーグベースボール

## できごと
第二次大戦が終局に近づいたが、有力選手の応召は続き、この年には前年首位打者のルーク・アップリング 、最多奪三振のジョニー・ヴァンダー・ミーア 、そしてヤンキースでは主力のジョー・ゴードン、主将格のビル・ディッキーと前年最多勝・最優秀防御率のスパッド・チャンドラーも兵役に就いた。こうした相次ぐ応召で、各チームの戦力は一変してしまった。この手薄な人材の中で、ナショナルリーグではセントルイス・カージナルスがビリー・サウスワース監督の下で2位パイレーツに14.5ゲーム差をつけての楽勝でリーグ3連覇した。その3連覇も常に年間105勝以上を上げており、投げてはモート・クーパー投手が22勝し、打ってはスタン・ミュージアルは最多安打197本で、守っては マーティー・マリオン遊撃手の堅実な守備が光り(マリオンはこの年リーグMVPとなった)、 カージナルスは全球団のうち最も戦争による犠牲が少ないチームだった。
一方、2連覇していたヤンキースは主力陣が兵役に取られて総崩れで、シーズン後半までブラウンズ、タイガース、レッドソックス、ヤンキースの四つどもえの争いからレッドソックスが脱落し、終盤にヤンキースが落ち、最後にブラウンズが抜け出して、チーム創設43年目の歓喜であった。初優勝までの43年間でAクラスはわずか4回だったブラウンズはデニー・ゲイルハウス(9勝)やシグ・ヤクッキー(13勝)やクレイマーなど投手をかき集めていたが、特にシグ・ヤクッキーは1936年に7試合に出ただけで、その後マイナーリーグに2年にいて引退した後にメジャーリーグの人材不足から35歳のこの年に復帰していきなり13勝9敗の成績で優勝に貢献していた。他球団が主力を次々と兵役に取られ戦力が大幅にダウンした間隙をぬってのリーグ優勝であった。
ワールドシリーズは、セントルイス同士なのでトロリー・シリーズと言われたが、カージナルスが順当にブラウンズを下した。
- セントルイス・カージナルスのスタン・ミュージアルは打率.347・本塁打12本・打点94でこの年は最多安打197本であった。そして翌年に兵役に就いた。
- 主力を根こそぎ兵役に取られたヤンキースは、前年にフィリーズからニック・エッテン、マイナーリーグからスタッフィー・スターンワイスを入れ、この両選手が次の年1944年に活躍し、ニック・エッテンが本塁打王(22本)、スタッフィー・スターンワイスが盗塁王・最多安打・最多得点となった。翌1945年もエッテンは打点王、スターンワイスが首位打者と盗塁王となり、穴埋めとして十分な活躍をした。ニック・エッテンは主力選手が戻って来た1947年に元のフィリーズに戻り、スタッフィー・スターンワイスは1950年にブラウンズにトレードされその後インディアンスに移っている。

### コミッショナーの死去
MLBコミッショナーのケネソー・マウンテン・ランディス判事が、この年のシーズン終了後11月25日に死去した。任期7年のコミッショナーに再び選出されたばかりで肺炎が死因とされている。享年78歳。1920年にブラックソックス事件に揺れていたメジャーリーグに三顧の礼で迎えられてから24年の歳月が流れていた。深刻な問題であった事件を処理して、八百長が横行していたメジャーリーグを浄化し、イメージダウンにならなかったのはランディスの功績とされている。ブラックソックス事件以後も疑惑のあった選手を次々に処分し合計15人が永久追放となった。晩年にはフィリーズの会長まで放遂されて、その峻厳さは際立っていた。しかし処分が必ずしも公平であったかどうかは議論のあるところであった。またブランチ・リッキーのファーム・システムの推進を目の敵にして、カージナルスのマイナー球団の選手をフリーにしたこともあり、黒人選手の起用には反対して、ニグロリーグとのエキシビションゲームの開催すら許可せず、人種差別主義者と目されている。彼の死後にブランチ・リッキーは黒人選手ジャッキー・ロビンソンを起用してメジャー入りさせている。しかしこうしたマイナス材料はあっても、ランディスのおかげで球界は根が深かったギャンブルと縁を切り、強固な意思で腐敗の根絶に取り組んだことは今日でも高く評価されている。　　
両リーグのMVP(最優秀選手賞)に贈られる記念の盾には、この賞の正式名称「ケネソー・マウンテン・ランディス・メモリアル・アウォード」が刻まれて彼の功績を称えている。

## 最終成績

### レギュラーシーズン
| 順 | チーム                           | 勝利 | 敗戦 | 勝率 | G差  |
| -- | -------------------------------- | ---- | ---- | ---- | ---- |
| 1  | セントルイス・ブラウンズ         | 89   | 65   | .578 | --   |
| 2  | デトロイト・タイガース           | 88   | 66   | .565 | 1.0  |
| 3  | ニューヨーク・ヤンキース         | 83   | 71   | .536 | 6.0  |
| 4  | ボストン・レッドソックス         | 77   | 77   | .500 | 12.0 |
| 5  | フィラデルフィア・アスレチックス | 72   | 82   | .468 | 17.0 |
| 6  | クリーブランド・インディアンス   | 72   | 82   | .468 | 17.0 |
| 7  | シカゴ・ホワイトソックス         | 71   | 83   | .461 | 18.0 |
| 8  | ワシントン・セネタース           | 64   | 90   | .416 | 25.0 |

| 順 | チーム                       | 勝利 | 敗戦 | 勝率 | G差  |
| -- | ---------------------------- | ---- | ---- | ---- | ---- |
| 1  | セントルイス・カージナルス   | 105  | 49   | .682 | --   |
| 2  | ピッツバーグ・パイレーツ     | 90   | 63   | .588 | 14.5 |
| 3  | シンシナティ・レッズ         | 89   | 65   | .578 | 16.0 |
| 4  | シカゴ・カブス               | 75   | 79   | .487 | 30.0 |
| 5  | ニューヨーク・ジャイアンツ   | 67   | 87   | .435 | 38.0 |
| 6  | ボストン・ブレーブス         | 65   | 89   | .422 | 40.0 |
| 7  | ブルックリン・ドジャース     | 63   | 91   | .409 | 42.0 |
| 8  | フィラデルフィア・フィリーズ | 61   | 92   | .399 | 43.5 |

### オールスターゲーム
- アメリカンリーグ 1 - 7 ナショナルリーグ

### ワールドシリーズ
- カージナルス 4 - 2 ブラウンズ

| 10/4 – | ブラウンズ   | 2 | - | 1 |  | カージナルス |
| 10/5 – | ブラウンズ   | 2 | - | 3 |  | カージナルス |
| 10/6 – | カージナルス | 2 | - | 6 |  | ブラウンズ   |
| 10/7 – | カージナルス | 5 | - | 1 |  | ブラウンズ   |
| 10/8 – | カージナルス | 2 | - | 0 |  | ブラウンズ   |
| 10/9 – | ブラウンズ   | 1 | - | 3 |  | カージナルス |

## 個人タイトル

### アメリカンリーグ
| 項目   | 選手                               | 記録 |
| ------ | ---------------------------------- | ---- |
| 打率   | ルー・ブードロー (CLE)             | .327 |
| 本塁打 | ニック・エッテン (NYY)             | 22   |
| 打点   | バーン・スティーブンス (SLA)       | 109  |
| 得点   | スナッフィー・スタンワイス (NYY)   | 125  |
| 安打   | スナッフィー・スターンワイス (NYY) | 205  |
| 盗塁   | スナッフィー・スタンワイス (NYY)   | 55   |

| 項目   | 選手                           | 記録 |
| ------ | ------------------------------ | ---- |
| 勝利   | ハル・ニューハウザー (DET)     | 29   |
| 敗戦   | ビル・ダイエットリッチ (CWS)   | 17   |
| 敗戦   | アーリー・ウィン (WS1)         | 17   |
| 防御率 | ディジー・トラウト (DET)       | 2.12 |
| 奪三振 | ハル・ニューハウザー (DET)     | 187  |
| 投球回 | ディジー・トラウト (DET)       | 352⅓ |
| セーブ | ジョー・ベリー (PHA)           | 12   |
| セーブ | ジョージ・キャスター (SLA)     | 12   |
| セーブ | ゴードン・マルツバーガー (CWS) | 12   |

### ナショナルリーグ
| 項目   | 選手                         | 記録 |
| ------ | ---------------------------- | ---- |
| 打率   | ディクシー・ウォーカー (BRO) | .357 |
| 本塁打 | ビル・ニコルソン(CHC)        | 33   |
| 打点   | ビル・ニコルソン (CHC)       | 122  |
| 得点   | ビル・ニコルソン (CHC)       | 116  |
| 安打   | フィル・キャバレッタ (CHC)   | 197  |
| 安打   | スタン・ミュージアル (STL)   | 197  |
| 盗塁   | ジョニー・バレット (PIT)     | 28   |

| 項目   | 選手                           | 記録 |
| ------ | ------------------------------ | ---- |
| 勝利   | バッキー・ウォルターズ (CIN)   | 23   |
| 敗戦   | ケン・ラフェンスバーガー (PHI) | 20   |
| 防御率 | エド・ハウザー (CIN)           | 2.38 |
| 奪三振 | ビル・ヴォイセル (NYG)         | 161  |
| 投球回 | ビル・ボイセル (NYG)           | 312⅔ |
| セーブ | エース・アダムス (NYG)         | 13   |

## 表彰

### シーズンMVP
- アメリカンリーグ ： ハル・ニューハウザー （DET）
- ナショナルリーグ ： マーティー・マリオン （STL）

### アメリカ野球殿堂入り表彰者
ベテランズ委員会選出
- ケネソー・マウンテン・ランディス (発展貢献者)